# 泰勒農場
泰勒農場是美国一家水果和蔬菜切片以及沙拉生产商。其总部位于加利福尼亚州萨利纳斯。泰勒农场由前Fresh Express创始人兼首席执行官布鲁斯·泰勒（Bruce Taylor）于1995年创立。 该公司的客戶有麦当劳、奇波雷墨西哥燒烤，泰勒農場還向其他大型连锁超市和餐饮店以及餐厅提供产品。 

## 历史
布鲁斯·泰勒 (Bruce Taylor)在创立泰勒農場之前，他创立了Fresh Express，后来被Wahquita Brands收购，之後又成為金吉達品牌國際的一部分。1995年，布鲁和一群合伙人共同创立了泰勒农场。 
2015年8月，泰勒农场总部搬遷至加利福尼亚州萨利纳斯， 并在其他地方设有加工厂。 

## 問題
有人指控該公司滥用临时工，試圖把临时工變成低薪的长期员工。
2011年5月和11月，泰勒農場召回該公司生產的沙拉。  2012年又召回芒果。 
2024年10月底，有人食用美國麥當勞四盎司牛肉堡後感染大腸桿菌，這些漢堡的洋蔥切片被指是引發此次疫情的原因，而這些洋蔥切片就是由泰勒農場科羅拉多州工廠生產的，泰勒農場隨後緊急召回多批洋蔥片。